# Thomas Langlois Lefroy
Thomas Langlois Lefroy (Limerick, 8 gennaio 1776 – 4 maggio 1869) è stato un politico e giudice irlandese ugonotto.
Ha servito come deputato al collegio elettorale dell'Università di Dublino nel 1830-1841, Consigliere privato dell'Irlanda nel 1835-1869 e Lord Chief Justice of Ireland nel 1852-1866. La celebre scrittrice Jane Austen provò attaccamento per lui, ma la loro unione fu osteggiata dalla famiglia. Egli chiamò sua figlia maggiore con il nome di lei, Jane Chrismas Lefroy.
| Controllo di autorità | VIAF (EN) 6487084 · ISNI (EN) 0000 0000 7145 5329 · CERL cnp01201269 · LCCN (EN) n88142905 · GND (DE) 139511466 · J9U (EN, HE) 987007314421105171 |